# Bozzai
Bozzai là một thị trấn thuộc hạt Vas, Hungary. Thị trấn này có diện tích 4,43 km², dân số năm 2010 là 323 người, mật độ 73 người/km².